# Henry A. du Pont

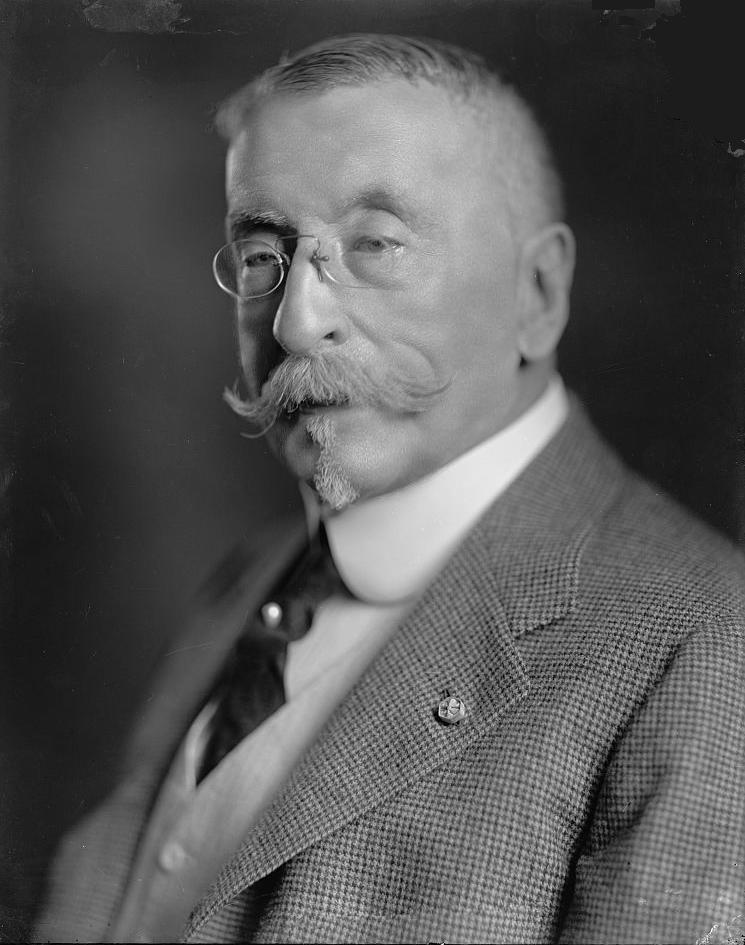
Henry A. du Pont

Henry Algernon du Pont (* 30. Juli 1838 in Greenville, Delaware; † 31. Dezember 1926 ebenda) war ein US-amerikanischer Politiker der Republikanischen Partei. Von 1906 bis 1917 saß er für den US-Bundesstaat Delaware im US-Senat.

## Frühes Leben und Familie
Du Pont wurde 1838 in Greenville als Sohn von Henry und Louis Gerhard du Pont geboren. Sein Großvater Eleuthère Irénée du Pont war der Gründer des Chemiekonzerns DuPont.
Du Pont besuchte die University of Pennsylvania, brach sein Studium dort jedoch ab, um an die United States Military Academy zu gehen. Dort beendete er sein Studium 1861, kurz nach Beginn des Sezessionskrieges. Im Krieg diente er auf Seiten der US Army. Für seine Verdienste wurde er mit der Medal of Honor ausgezeichnet. Nach dem Ende des Krieges blieb er noch bis 1875 im Dienst der Army.
Im Alter von 36 Jahren heiratete du Pont Mary Pauline Foster. Gemeinsam hatten beide zwei Söhne.

## Karriere
1875 kehrte du Pont nach Delaware zurück. Von 1879 bis 1899 war er Manager bei einer Eisenbahngesellschaft.
Nach dem Rücktritt von L. Heisler Ball wurde du Pont 1905 als Vertreter Delawares in den Bundessenat entsandt. 1911 gelang ihm die Wiederwahl. Zwischen 1911 und 1913 war er Vorsitzender des United States Senate Committee on Armed Services. 1916 musste er sich erstmals dem Votum der Wähler stellen, da der 17. Zusatzartikel zur Verfassung der Vereinigten Staaten die Senatswahl fortan durch das Volk vorsah. du Pont konnte sich nicht gegen Josiah O. Wolcott durchsetzen und schied 1917 wieder aus dem Senat aus.

## Tod
Du Pont verstarb 1926 in seiner Geburtsstadt. Dort wurde er auf dem Familienfriedhof beigesetzt.